# Khiêu dâm hậu môn
Khiêu dâm hậu môn, trong phân tâm học, là khoái cảm nhục dục bắt nguồn từ cảm giác hậu môn. Sigmund Freud, người sáng lập ra phân tâm học, đưa ra giả thuyết rằng giai đoạn hậu môn trong quá trình phát triển tâm sinh dục thời thơ ấu được đánh dấu bằng sự chiếm ưu thế của khiêu dâm qua đường hậu môn.

## Tình dục học
Cuốn sách hướng dẫn về tình dục bằng tiếng Anh The Joy of Sex có nói về độ nhạy cảm của hậu môn và vai trò của nó đối với khoái cảm tình dục.:118 Tác giả của nó, Alex Comfort, cho rằng giao hợp qua đường hậu môn là một phần của nhiều mối quan hệ khác giới cũng như đồng tính:118 (như thực tế là Freud đã nói tương tự vào đầu thế kỷ XX).
Comfort cũng nhấn mạnh tầm quan trọng (theo truyền thống của Pháp) của postillionage hoặc thâm nhập hậu môn bằng tay trước khi đạt cực khoái.:167

## Phát triển
Năm 1973, nhà phân tích tâm lý D. W. Winnicott đã nói về "niềm vui sướng tột độ thuộc về việc thực hiện một chuyển động đúng vào lúc thôi thúc xuất hiện... một trò chơi nhỏ khác làm phong phú thêm cuộc sống của trẻ sơ sinh".

Freud, trong bài báo năm 1908 về Tính cách và Khiêu dâm hậu môn (Character and Anal Erotism) lập luận rằng, thông qua những sự hình thành phản ứng và sự thăng hoa, sự khêu gợi qua đường hậu môn có thể biến thành những đặc điểm tính cách trong cuộc sống sau này như sự cố chấp, phục tùng kỉ luật (orderliness) và xấu tính. Nhà phân tâm học Sándor Ferenczi đã mở rộng phát hiện của mình vào năm 1974 để đề cập đến sự thăng hoa của sự khêu gợi qua đường hậu môn vào những trải nghiệm thẩm mỹ như hội họa và điêu khắc, cũng như hứng thú với tiền bạc. Năm 1946, nhà phân tâm học Otto Fenichel đã liên kết khiêu dâm qua đường hậu môn với cảm giác ghê tởm, khổ dâm và khiêu dâm.
Nhà phân tâm học Julia Kristeva sau đó sẽ khám phá khêu gợi hậu môn liên quan đến khái niệm của bà về sự thấp hèn (abjection).